# NGC 4706
NGC 4706 est une galaxie lenticulaire située dans la constellation du Centaure. Sa vitesse par rapport au fond diffus cosmologique est de 4 144 ± 20 km/s, ce qui correspond à une distance de Hubble de 61,1 ± 4,3 Mpc (∼199 millions d'al). NGC 4706 a été découverte par l'astronome britannique John Herschel en 1834.
À ce jour, cinq mesures non basées sur le décalage vers le rouge (redshift) donnent une distance de 45,500 ± 6,566 Mpc (∼148 millions d'al), ce qui est à l'extérieur des valeurs de la distance de Hubble. Notons cependant que c'est avec la valeur moyenne des mesures indépendantes, lorsqu'elles existent, que la base de données NASA/IPAC calcule le diamètre d'une galaxie et qu'en conséquence le diamètre de NGC 4706 pourrait être d'environ 34,8 kpc (∼114 000 al) si on utilisait la distance de Hubble pour le calculer.

## Groupe d'ESO 323-27
Selon A.M. Garcia, NGC 4706 fait partie du groupe d'ESO 323-27. Ce groupe de galaxies compte au moins 10 membres et NGC 4706 est la seule galaxie du New General Catalogue dans celui-ci.
NGC 4706 et donc toutes les galaxies du groupe d'ESO 323-27 font partie de l'amas du Centaure, l'un des amas du superamas de l'Hydre-Centaure.